# شانه‌موش جنگل
شانه‌موش جنگل (نام علمی: Ctenomys sylvanus) نام یک گونه از سرده شانه‌موش است.